# Micrathyria dissocians
Micrathyria dissocians – gatunek ważki z rodziny ważkowatych (Libellulidae). Występuje na terenie Ameryki Środkowej.